# Tengeri jégcsap
A mozgó tengeri jégcsap jelenség akkor jön létre, ha az óceánban egy részen sokkal hidegebb és sokkal sósabb a víz, mint a környező víztömeg. Alakja a földfelszíni tornádókra emlékeztet.

## Képződése
A különleges jelenség létrejöttéhez rendkívül speciális körülményekre van szükség, rendkívül nehéz lencsevégre kapni. Már az 1960-as évek óta tudunk a létezéséről, de először csak 2011-ben sikerült a BBC Frozen Planet sorozatához lefilmezni.
Télen a tengerszint felett a levegő hőmérséklete mínusz húsz Celsius-foknál is alacsonyabb lehet, aminél a tengervíz jóval melegebb, körülbelül mínusz két fokos. A melegebb tengervíz a levegővel érintkezve új jégréteget képez. Az így kialakult jégben a só koncentrált formában kerül a sósvízcsatornába.
Az extrém alacsony hőmérsékletű sósvíz sűrűsége nagyobb, mint az azt körülvevő melegebb tengervízé, így azonnal megfagyasztja azt. Ez a folyamat vezet a folyamatosan formálódó-torzuló jégcsap kialakulásához. A kialakult jégen apró csatornák jönnek létre, melyek segítik a szuperhideg víz áramlását.
A jégcsap rendszere “önfenntartó”. A vízben a folyamat során lejjebb és lejjebb vándorol, és addig marad fenn, amíg a környező áramlás “táplálni tudja”.
Nehéz elképzelni, hogy az általunk ismert jégcsap parazitaként kússzon végig a tengerfenékig – de érdemes szem előtt tartani, hogy a háztetőkről csüngő jégdarabok édesvízből vannak, a sós víz pedig máshogy viselkedik. A jégcsap sokkal inkább szivacsos állagú, mint szilárd, és ahogy a lefelé áramló jeges víz egyre inkább megfagy, szivacsos kristályain kipréseli magából a sót, ez pedig azt eredményezi, hogy a jégcső körüli víz egyre szilárdabbá válik – sőt, még a fagypontja is egyre magasabb lesz. Minél szilárdabb a jégcsap, annál jobban és gyorsabban kezd el süllyedni. Ahogy eléri a nem fagyott, magasabb hőmérsékletű tengervizet, azt is lehűti és megfagyasztja.
A sós jégcsap képes elérni a tengerfeneket is, de ehhez az kell, hogy ne legyen túl mély a víz, különben a jégcső a saját súlya alatt összeomlik, és darabokra törik, mielőtt az aljzathoz érne. Kialakulásához elengedhetetlen feltétel, hogy az adott területen kiegyensúlyozottak legyenek a hidrodinamikai viszonyok, azaz mind a felszínen, mind pedig magában a víztömegben minimális legyen az áramlás.

## Következménye
Ha a jégcsap eléri a tengerfeneket, mindent megfagyaszt, ami az útjába kerül. A tengerfenéken virágzó élet pedig - amely leginkább tengeri sünök, csillagok és esetleg rákok formájában van jelen hasonló helyeken - akár néhány másodperc alatt kőkemény, kristálytiszta jégrétegbe fagy. 
Amikor tehát eléri az óceán fenekét, nem áll meg, hanem tovább terjed. Percek alatt alatt akár több méteres területet elboríthat, eközben sorban pusztítja el az élőlényeket.
A BBC operatőrei, Hugh Miller és Doug Anderson  először 2011-ben kapták lencsevégre a különleges jelenséget, az Antarktisz melletti Little Razorback-sziget közelében, -2 Celsius-fokos vízben.
A time-lapse felvételeket hat órán keresztül vették fel, de a jégcsapok képződése már egy héttel korábban megfigyelhető volt.